# Music from the Edge of Heaven
Music from the Edge of Heaven je tretji in zadnji studijski album britanskega pop dueta Wham!, ki je izšel leta 1986.
Album je izšel le na Japonskem in v Severni Ameriki, drugje pa je namesto tega albuma izšel album The Final. Albuma vsebujeta podobne skladbe, vseeno pa The Final vsebuje vse glavne single dueta in se bolj deklarira za kompilacijski album, Music from the Edge of Heaven pa je splošno sprejet kot tretji studijski album dueta. Ker ni izšel v Združenem kraljestvu album ni bil vključen v serijo remasteriziranih zgoščenk.
Skladbe »The Edge of Heaven«, »Battlestations«, »Wham Rap '86« in »Where Did Your Heart Go?« so, po zapisih na ovitku, novo posnete za album s tem, da so skladbe »The Edge of Heaven«, »Battlestations« in »Where Did Your Heart Go?« tudi del albuma The Final. Music from the Edge of Heaven potem vsebuje še skladbo »A Different Corner« s posebnim introm, ki se ne pojavi nikjer drugje; spremenjeno verzijo skladbe »I'm Your Man«; skladbi »Blue« in »Last Christmas«.

## Seznam skladb
Vse skladbe je napisal George Michael, razen kjer je posebej napisano.
| Stran 1 – Hot Side | Stran 1 – Hot Side                        | Stran 1 – Hot Side |
| Št.                | Naslov                                    | Dolžina            |
| ------------------ | ----------------------------------------- | ------------------ |
| 1.                 | „The Edge of Heaven‟                      | 4:31               |
| 2.                 | „Battlestations‟                          | 5:25               |
| 3.                 | „I'm Your Man‟                            | 6:05               |
| 4.                 | „Wham Rap '86‟ (Michael, Andrew Ridgeley) | 6:33               |

| Stran 2 – Cool Side | Stran 2 – Cool Side                             | Stran 2 – Cool Side |
| Št.                 | Naslov                                          | Dolžina             |
| ------------------- | ----------------------------------------------- | ------------------- |
| 5.                  | „A Different Corner‟                            | 4:30                |
| 6.                  | „Blue‟ (v živo)                                 | 5:43                |
| 7.                  | „Where Did Your Heart Go?‟ (David Was, Don Was) | 5:43                |
| 8.                  | „Last Christmas‟                                | 6:44                |

## Osebje

### Glasbeniki
- Bobni, tolkala: Danny Cummings, Andy Duncan, Charlie Morgan, Trevor Murrell
- Bas: Deon Estus, John McKenzie
- Klaviature, klavir: Bob Carter, Richard Cottle, Tommy Eyre, Elton John, Danny Schogger, George Michael
- Kitare: Robert Ahwai, David Austin
- Saksofon: David Baptiste, Andy Hamilton
- Trobila: Guy Barker, Simon Gardner, Chris Hunter, Paul Spong, Rick Taylor
- Spremljevalni vokali: Shirlie Holliman, Helen 'Pepsi' DeMacque, Janet Mooney, Leroy Osbourne, Dee C. Lee, Andrew Ridgeley

### Produkcija
- George Michael – aranžmaji, producent
- Chris Porter – mix, inženir

## Lestvice
| Lestvica (1986)     | Najvišja uvrstitev |
| ------------------- | ------------------ |
| Japonska (Oricon)   | 9                  |
| Kanada (RPM)        | 9                  |
| ZDA (Billboard 200) | 10                 |

| Lestvica (1986) | Mesto |
| --------------- | ----- |
| Kanada          | 46    |

## Certifikati
| Regija                | Certifikat | Prodaja   |
| --------------------- | ---------- | --------- |
| Japonska (Oricon)     |            | 158,000   |
| Kanada (Music Canada) | Platinast  | 100,000   |
| ZDA (RIAA)            | Platinast  | 1,000,000 |